# 拉吉斯拉夫·施密德 (1986年)
拉吉斯拉夫·施密德（捷克語：Ladislav Šmíd，1986年2月1日—），捷克男子冰球运动员，场上位置是后卫。他曾代表捷克国家队参加2014年冬季奥林匹克运动会冰球比赛，获得第六名。